# Régate
 (septembre 2020).
Si vous disposez d'ouvrages ou d'articles de référence ou si vous connaissez des sites web de qualité traitant du thème abordé ici, merci de compléter l'article en donnant les références utiles à sa vérifiabilité et en les liant à la section « Notes et références ».

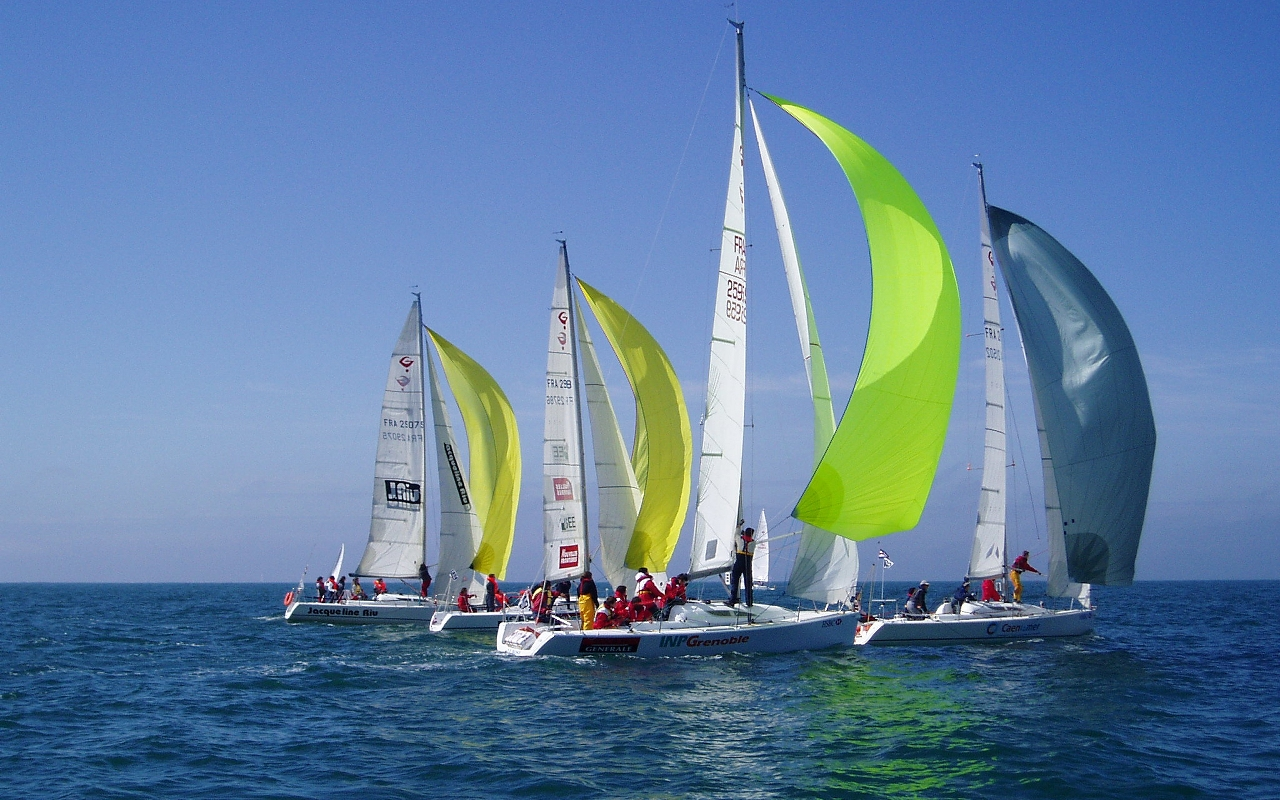
Régate de l'EDHEC aux Sables-d'Olonne.

Une régate est une course de vitesse entre plusieurs bateaux, sur un parcours fermé (une boucle ou un aller-retour). Le terme désigne généralement une compétition à la rame (aviron) ou à la voile (voiliers), mais il peut s'appliquer également aux bateaux à moteur (motonautisme) ou aux modèles réduits de voiliers (modélisme).
Une régate se déroule sur un parcours fermé, délimité par des bouées : les concurrents doivent les contourner dans le sens défini par le comité de course. Il existe plusieurs types de régates : les régates en bassin (ou en rade) et les régates hauturières.

## Étymologie
Le terme français est emprunté au vénitien regatta qui signifiait à l'origine une « course de gondoles ». Son usage est attesté en latin médiéval dans un texte de loi vénitien de 1315. L'origine de ce terme vénitien est incertaine : il dériverait soit de regattar « courir, lutter de vitesse (en bateau) » (vers 1420), soit du latin vulgaire recaptare « lutter, rivaliser »,.
Le terme régate est attesté en français dès 1680 où il désigne toujours les courses de barques organisées sur le Grand Canal de Venise. Par extension, régate prend ultérieurement le sens général de « course d'embarcation, à la voile ou à l'aviron » (vers 1870).
De ce nom ont dérivé le verbe régater qui signifie « participer à une régate » et le substantif régatier qui désigne un participant.

## Régate à la rame

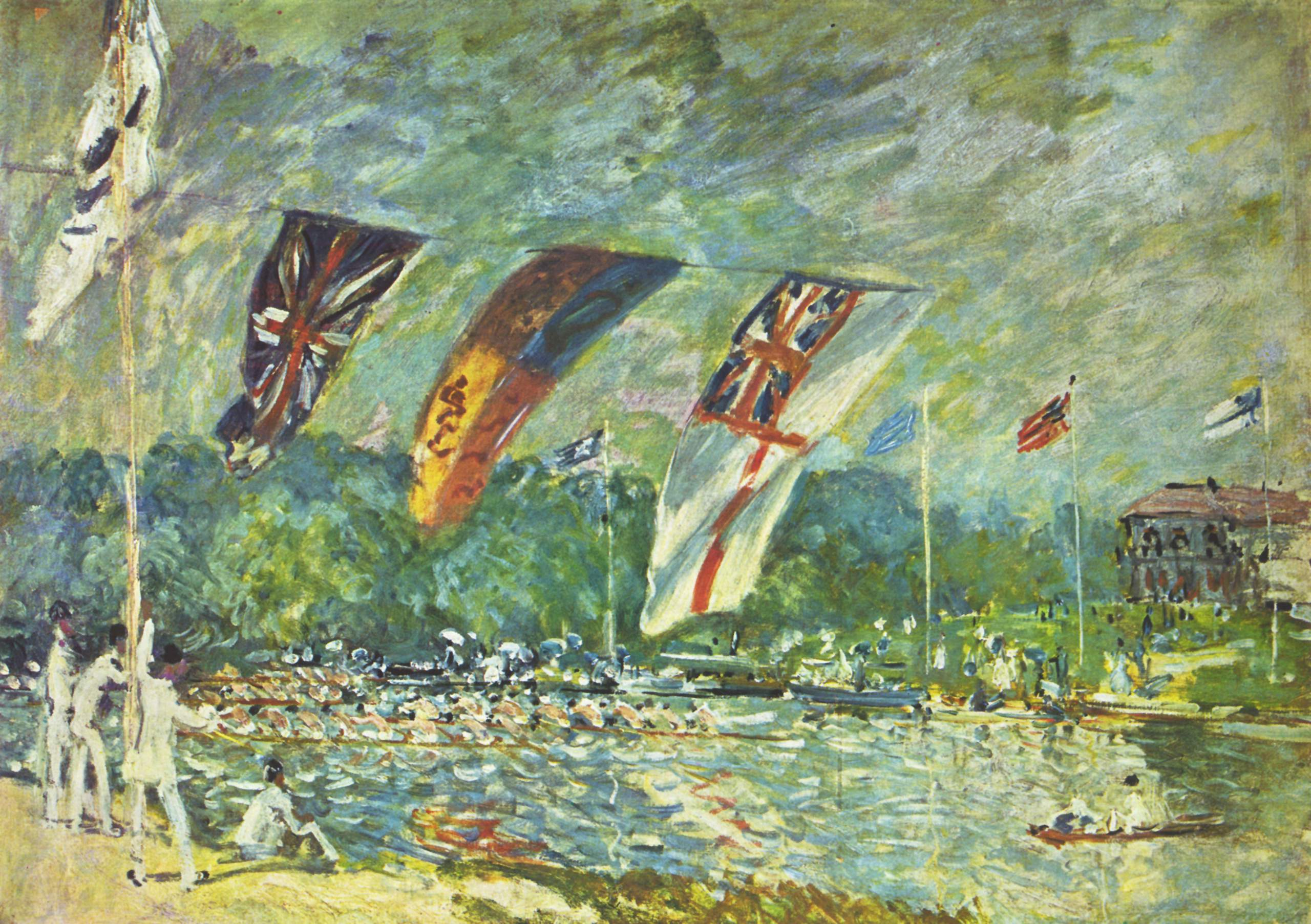
Les Régates à Molesey près de Hampton Court, 1874, Alfred Sisley.

## Régate à la voile
Il existe deux grandes catégories de régates à la voile : la « régate en flotte », la plus répandue, et le « match racing », où seulement deux navires s'affrontent. Les compétitions de longue distance en haute mer ne sont pas désignées comme des régates mais comme des courses au large. 

### Parcours

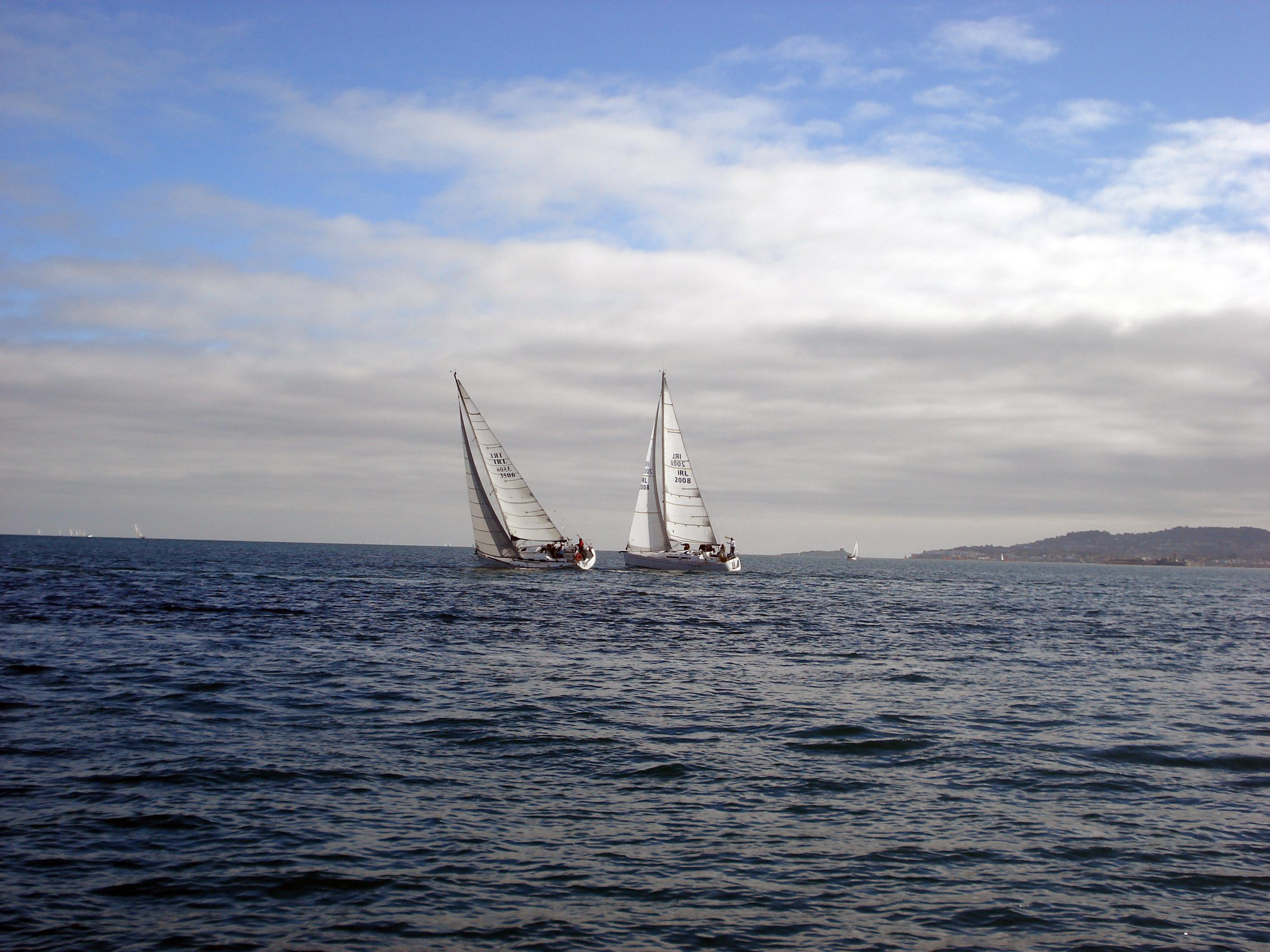
Régate à Dún Laoghaire, Irlande.

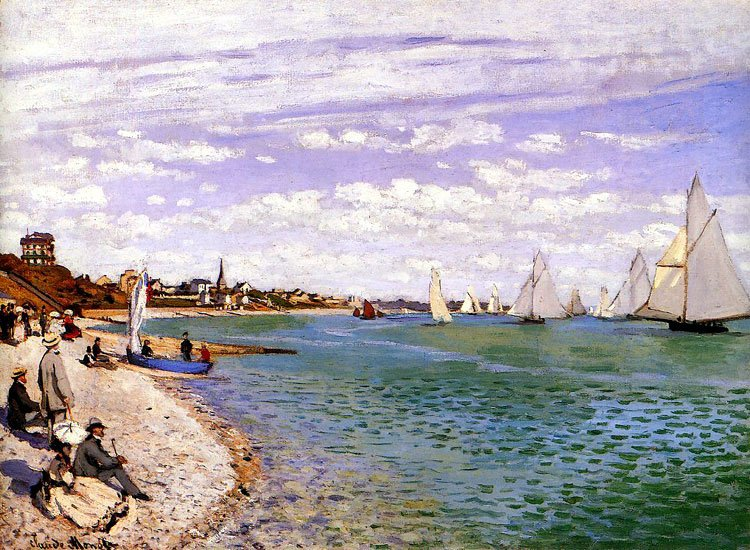
Régates à Sainte-Adresse, œuvre du peintre Claude Monet.

Le parcours le plus utilisé, appelé « parcours banane », commence sur une ligne de départ perpendiculaire au vent (le départ se fait face au vent, et nécessite de louvoyer) et se poursuit par une bouée dans l'axe du vent. Un top commence un compte à rebours de cinq minutes jusqu'au top de départ des bateaux, qui doivent ensuite contourner la bouée au vent en la laissant à bâbord, puis éventuellement une bouée de dégagement dite de « dog leg » (jambe de chien). Les bateaux doivent effectuer un ou plusieurs de tours de parcours avant de franchir la ligne d'arrivée. Il existe d'autres parcours tels que le parcours « côtier » (parcours délimité par des obstacles naturels ou des bouées de navigation), le parcours type « trapèze » ou le parcours « olympique ».

### Départ
C'est la phase la plus spectaculaire, la plus intense et d'une certaine façon la plus déterminante de la course : le multi-champion olympique Paul Elvström estimait, à juste titre, qu'un départ réussi compte pour 40 % dans le classement final de la course. En effet, sur un parcours de régate, le départ se fait presque toujours contre le vent, les bateaux doivent évoluer en louvoyant. S'il en était autrement, les bateaux faisant route directe sur la première bouée aux allures portantes y arriveraient presque en même temps et y créeraient de problématiques embouteillages. Le départ face au vent à donc pour objectif d’éclater la flotte sur le plan d'eau et d’échelonner les virements à la bouée « au vent ». Le bateau qui franchit la ligne de départ le premier navigue dans un vent non perturbé (il est donc potentiellement plus rapide) et mieux encore, il perturbe le vent des autres bateaux sous le vent moins bien partis, ce qui lui permet de creuser rapidement un écart de plusieurs longueurs. Les expériences d'un des grands théoricien de la régate, Manfred Curry, démontrent que les perturbations créées par le bateau au vent, (on parle parfois de cône de déventement) s'étendent jusqu'à une distance équivalant à cinq fois la hauteur du mât.
Ainsi placé, il peut tout à loisir choisir la route stratégiquement et tactiquement favorable (sautes de direction du vent, zones mieux ventées, contrôle des adversaires les plus menaçants au classement général, etc.) sans être gêné par les adversaires.
La phase de pré-départ se compose de deux périodes : à partir du signal d'attention, marqué par un pavillon convenu (en général portant l'emblème de la série de bateaux concernés), appuyé d'un signal sonore, coup de canon ou de trompe (autrefois à − 10 minutes, aujourd'hui à − 5 pour accélérer les procédures) les bateaux manœuvrent pour s'assurer la place la plus favorable mais ne sont pas formellement en course : seules s'appliquent les règles de barre et de route légales (le RIPAM, Règlement de prévention des abordages en mer).
À partir du signal préparatoire (autrefois à − 5 minutes, aujourd'hui le plus souvent à − 4) signalé par le pavillon « P » du code international des signaux (le pavillon traditionnel de partance, dit Blue Peter pour les Anglais, constitué d'un carré blanc sur fond bleu), appuyé par un signal sonore, les bateaux sont considérés comme étant en course et toutes les règles de régate, bien plus contraignantes, s'appliquent (ce qui n'empêche pas de véritables mêlées, bord contre bord, et des appels à la voix parfois sonores).
La ligne de départ est immatérielle, un alignement en principe perpendiculaire au vent entre deux bateaux ou une bouée et un bateau portant le comité de course. Toutefois, en pratique la ligne n'est jamais parfaitement perpendiculaire au vent et une extrémité est plus favorable que l'autre pour diverses raisons : priorité, avantage au vent, ou facilité à gagner le côté supposé le plus favorable du « cadre » de parcours, le losange immatériel dont la diagonale est matérialisée par les deux premières bouées de parcours, alignées dans la direction du vent, sans être gêné par des bateaux concurrents. En pratique, durant la phase de pré-départ, tous les bateaux (il peut y en avoir jusqu'à 150 ou 200 dans certaines séries populaires et disputées comme le Laser) luttent pour une seule et même place de quelques mètres carrés. Le coup de canon du départ libère la flottille où chacun lutte pour un minime avantage qui se transforme assez vite en un écart de plusieurs longueurs pour les raisons évoquées plus haut.
Des pénalités sont prévues pour les bateaux ayant coupé prématurément la ligne de départ, parmi lesquelles une situation dite « rappel individuel », signalée par un pavillon blanc à croix bleue appuyé par un signal sonore du bateau comité.
Suivant la situation, le bateau fautif peut être simplement contraint de repasser la ligne, de reprendre le départ en la contournant par l'extrémité (plus contraignant car plus chronophage) ou plus drastiquement être disqualifié, si le comité de course a décidé d'une telle procédure (signalée par un pavillon noir). En général, après plusieurs départs avortés, une procédure dite du « rappel général » est appliquée lorsqu'un nombre important de bateaux ont « volé le départ » sans que le comité de course puisse les identifier.
Il existe une nette différence entre les régates en flotte avec des bateaux nombreux et le match racing, le duel à deux bateaux rendu célèbre par la Coupe de l'America.

#### Le cas dumatch racing

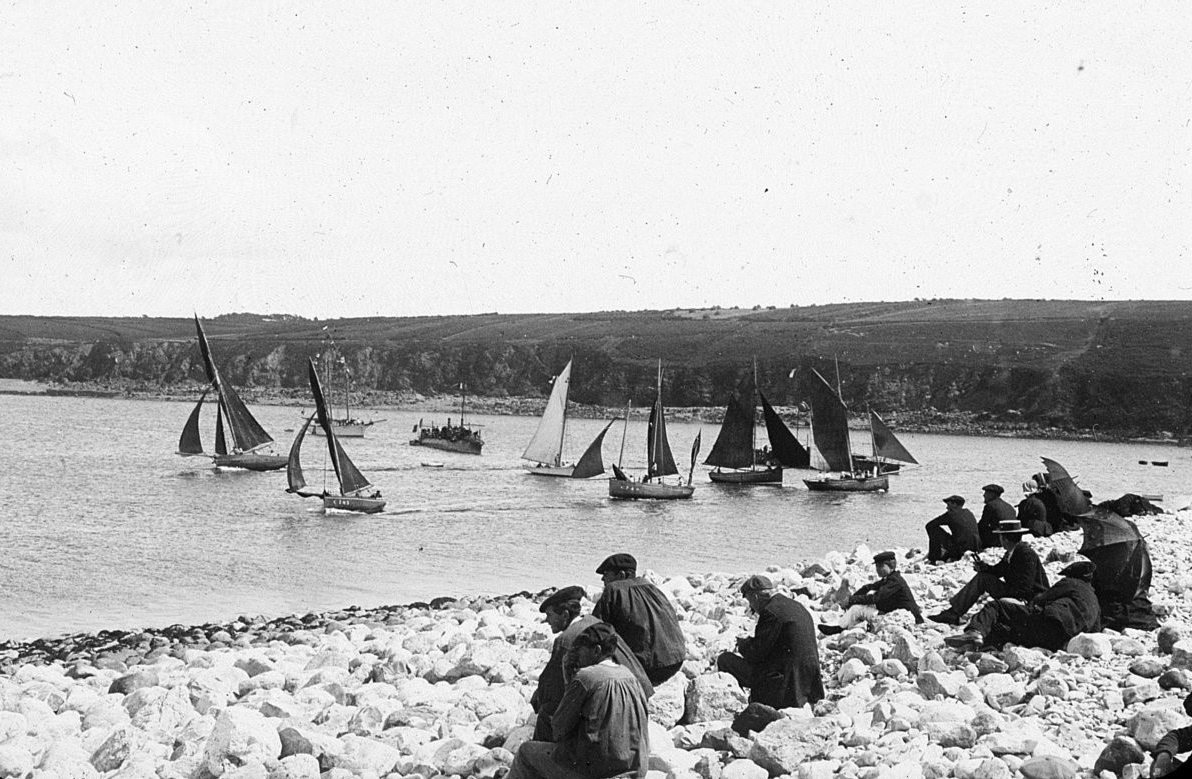
Régates à Camaret vers 1910

Dans le cas d'un course en flotte, prendre le meilleur départ signifie couper la ligne de départ pile au signal de fin du compte à rebours, avec la vitesse maximum, et en faisant route du côté le plus favorable du plan d'eau, en prenant le meilleur sur ses adversaires directs grâce à un minime avantage de vitesse. 
Dans un match racing, peu importe de couper la ligne de départ pile à l'instant du signal du moment qu'on a pu gagner un avantage tactique sur l'adversaire et le placer dans son cône de déventement ou l'obliger à une manœuvre sanctionnée par une pénalité du jury (qui arbitre directement sur l'eau dans ce type d'épreuves). Les départs de match racing sont donc précédés par une série de feintes tactiques et de combats tournoyants, soigneusement minutés, qui évoquent un peu les duels d'avions de chasse des deux guerres mondiales.

### Règles
La régate se pratique en solitaire, en double ou en équipage et sur tous types de plans d’eau : intérieurs ou en mer. Les voiliers utilisés sont divers : dériveur, planche à voile, quillard, habitable, catamaran de sport, multicoques…
Lors d’une régate entre monotypes, les bateaux sont identiques, ils sont issus de la même classe ou série (par exemple Optimist, 420, 470, Grand Surprise…). De même, les voiliers de la même classe d'une même jauge de course sont considérés comme ayant des performances identiques bien que légèrement différents. Ils courent donc en temps réel. Au contraire, une régate inter-séries engage la participation de bateaux différents. Ces régates impliquent le recours aux temps compensés afin de ne pas pénaliser les bateaux les moins rapides.
En ce qui concerne les règles du jeu, les deux documents qui permettent de les établir sont les instructions de course et les règles de course. Les règles de course forment la base réglementaire de toutes les régates. Elles sont rédigées en anglais par l’autorité internationale de la voile : l’ISAF (International Sailing Federation) qui les remet à jour tous les quatre ans. Elles sont traduites en français par la Fédération française de voile (FFV). Les instructions de course sont remises à chaque équipage lors de l’inscription et détaillent le déroulement de la régate : départ, parcours, arrivée… Elles sont propres à chaque régate.
Plusieurs comités encadrent chaque régate : le comité d’organisation qui est responsable au sein du club organisateur du bon déroulement de la régate, le comité de course qui établit le parcours et le classement et le comité de réclamation, qui est indépendant de l’organisateur, instruit et juge les réclamations.
La régate est autant un sport qu’un loisir, c’est un jeu d’adresse qui fait appel à des compétences techniques. Elle implique de trouver une stratégie en fonction des autres concurrents, du plan d’eau, des variations du vent, des effets des courants et de la mer. Elle implique aussi de bien manœuvrer, de bien connaître son bateau, d'être bien préparé psychologiquement et physiquement.
La régate est un excellent moyen de progresser dans la maîtrise d'un voilier, car les participants cherchent sans cesse à atteindre le plus rapidement possible la ligne d’arrivée.
La maîtrise de son bateau, des notions de météo et des particularités du plan d’eau sont des conditions nécessaires pour gagner. Les régatiers disent souvent que la victoire appartient à l’équipage qui fait le moins d’erreurs.

### Un sport aux multiples facettes
Historiquement les racines sont nombreuses et anciennes, voire antiques : Combats navals, luttes et ruses entre contrebandiers et douaniers, lutte de vitesse entre pêcheurs pour débarquer le premier les prises à la criée et faire prime sur le marché, parfois ritualisées en régates du 15 août, où deux ports de pêche se défiaient (Cancale contre Granville), course de vitesse des pilotes pour « servir » en premier les gros navires et paquebots payant les droits de pilotage les plus juteux (les cotres pilotes du Havre ont parfois connu une seconde carrière en régate comme le célèbre Jolie Brise, premier vainqueur de la course du Fastnet) la régate est devenue un divertissement royal à la fin du XVIIIe siècle, un sport olympique presque dès les origines (sport de démonstration aux Jeux olympiques de 1900, et de plein exercice depuis). Elle s'est démocratisée avec l'apparition d'embarcations moins coûteuses à la fin du XIXe siècle (l'époque de Gustave Caillebotte), puis plus nettement après 1945 avec l'apparition de dériveurs légers peu coûteux accessibles à des budgets modestes comme le Vaurien ou le laser.

#### Aspects techniques
La régate peut être envisagée comme une compétition entre « machines » (comme le sport automobile) qui sont constamment améliorées et raffinées dans le cadre d'un règlement plus ou moins libre (une jauge de course). Les budgets nécessaires à cette amélioration constante peuvent être élevés, voire astronomiques comme pour la Coupe de l'America, qui est un affrontement de bateaux-laboratoires bénéficiant des dernières avancées de la technologie et font d'abondants emprunts à la recherche aérospatiale, informatique ou aux sciences de l'ingénieur. L'optimisation des bateaux, leur allègement notamment, peut souvent conduire à des casses, voire des drames (Lors de la mémorable Fastnet race de 1979, plusieurs voiliers se sont retrouvés en danger grave à la suite d'une rupture d'axe de gouvernail en fibre de carbone, une technique alors mal maitrisée).
Il n'est pas rare d'entendre un régatier, lors d'une course océanique où il a été éliminé par une avarie, déclarer que « La voile est un sport mécanique » aphorisme apparemment paradoxal au regard de la vieille rivalité voile-propulsion mécanique, mais qui contient cependant une part de vérité. À un niveau plus modeste et même dans le cadre d'une jauge monotype, la préparation du matériel, l'état de glisse de la coque, la coupe et le réglage des voiles, leur adaptation aux conditions météo sont des facteurs clés pour gagner un avantage de vitesse, même minime qui fait la différence dans des régates disputées « au couteau » avec d'infimes écarts à l'arrivée.

#### Aspects athlétiques
L'engagement athlétique dépend beaucoup du type de voilier utilisé. Une bonne forme physique de base est suffisante pour la course au large et la régate semi-hauturière sur voiliers lestés, mais certaines autres séries exigent un véritable programme athlétique avec des volumes d'entraînement de plus en plus importants. Les séries olympiques solitaires comme le finn et le laser (en version standard, ou avec une voile réduite pour les épreuves féminines) imposent un rappel sur sangle, avec le corps en dehors du bateau à partir de la mi-cuisse, durant des heures d'affilée, qui nécessite une excellente musculature (cuisses, abdominaux, mais aussi gainage dorsal de la colonne vertébrale). Le célèbre régatier olympique Paul Elvström (quatre fois médaillé d'or aux Jeux olympiques entre 1948 et 1964) était connu pour avoir installé chez lui un banc de rappel reproduisant le plat bord de son finn, et s'infligeait quotidiennement la lecture intégrale du très épais quotidien danois de référence, depuis la une jusqu'aux petites annonces, dans cette inconfortable position.
De nos jours les aspirants à une sélection olympique en laser ont des volumes d'entraînement de trois ou quatre journées d'entraînement (6 heures sur l'eau et plus), toute l'année durant, été comme hiver, hors des périodes de régate proprement dites. En planche à voile le pumping (action d'agiter la voile continuellement pour maximiser la poussée vélique) a été légalisée après les Jeux olympiques de 1984 (où le régatier Français Gildas Guillerot fut disqualifié pour cette action). Les planchistes doivent donc subir un entraînement physique mettant en jeu les capacités aérobiques, comme pour les courses de demi-fond ou le ski nordique.
Les séries les plus athlétiques sont l'apanage de la jeunesse, mais passé 35 ans, il est possible de continuer à régater à haut niveau en changeant pour une série de bateaux moins exigeante physiquement : Paul Elvström, déjà cité, avait conquis sa première médaille d'or aux Jeux olympiques de 1948 à Londres (voile à Torquay), obtint ensuite trois médailles d'or en finn... ; et il était encore présent (et termina quatrième, au pied du podium) à Los Angeles en 1984 sur catamaran tornado, avec sa fille Trine comme équipière.
La régate peut donc être, moyennant adaptations, le sport de toute une vie.

#### Aspects tactiques et stratégiques
Quel que soit le type de bateaux utilisé, la régate comporte de très réels aspects stratégiques et tactiques qui en font en quelque sorte une partie d'échecs sur l'eau, avec la mer et surtout le vent comme échiquier.
C'est particulièrement vrai à l'allure du près, au louvoyage. Pour atteindre un but (bouée, cap, ligne d'arrivée) situé au vent on peut soit effectuer un premier bord tribord amures et le second bâbord amures (ce qui revient à jouer sur la partie gauche du « cadre », le plan d'eau de la régate) ou au contraire à jouer la partie droite en tirant les bords dans l'ordre inverse. Avec un vent strictement constant en force et direction et en l'absence de courant, ces deux routes sont mathématiquement équivalentes... mais il est bien évident que ce n'est jamais le cas, le vent pouvant être plus fort (ou les vagues plus gênantes, ou le courant plus contrariant) d'un côté ou de l'autre du plan d'eau. Tout l'art stratégique du régatier consistera à formuler une hypothèse vraisemblable, à choisir le bon côté du plan d'eau, à savoir remettre en cause à temps l'hypothèse initiale à la lumière des faits et finalement à se montrer plus clairvoyant que les autres régatiers. Un dicton de régatier veut qu' « On ne gagne pas une régate grâce à ses propres traits de génie mais en commettant moins de fautes stratégiques que ses adversaires ».
En course au large ou semi-hauturière, l'évolution est plus complexe (passage de dépressions, anticyclones, passage de fronts) mais la qualité des prévisions météorologiques et un éventuel routage par un prévisionniste dédié viennent atténuer la difficulté.
Les rotations de vent jouent un rôle stratégique crucial : On distingue deux cas principaux : le vent oscillant (changements rapides autour d'une valeur moyenne) ou la bascule de vent, rotation progressive mais constante vers la droite (veering en anglais) ou vers la gauche (backing).
Dans le premier cas, le régatier averti jouera le milieu du parcours et virera de bord à chaque « refusante » (saute de vent défavorable) pour bénéficier d'une adonnante (favorable) sur le bord opposé. Sa trajectoire sera une suite de crochets au lieu d'un zigzag fait de segments rectilignes. L'estimation de la direction moyenne du vent est cruciale et le régatier utilise son compas de façon tactique, non pour déterminer le cap à suivre mais pour gérer les variations du vent.
Dans le cas d'une bascule continue de vent, le régatier devra l'avoir anticipée (à défaut de prévisions micro-météo à l'échelle d'une baie de quelques milles de largeur) en combinant les prévisions météorologiques générales et une observation préalable du plan d'eau en s'imposant de partir sur l'eau bien avant l'heure du départ de la régate.
Il choisira son côté de la ligne de départ en tenant compte de cette donnée (la masse des concurrents luttant bord à bord ne doit pas l'empêcher de rejoindre le bon côté du parcours) et commencera par un court bord refusant suivi d'une longue adonnante, qui peut lui donner un avantage de distance spectaculaire, à vitesse de bateau égale.
Cette stratégie est très ancienne : les navigateurs portugais du XVIe siècle qui s'éloignaient de la côte et viraient une fois bien engagés dans la rotation favorable la connaissaient sous le nom de volta, et elle leur permit de doubler le Cap de Bonne Espérance et d'atteindre les Indes contrairement à la très dangereuse navigation au fil de la côte pratiquée par les navigateurs de l'antiquité gréco-romaine.
Sur des petits plans d'eau et en rivière la stratégie dépend de la prise d'information très immédiate : l'existence d'une trouée dans un rideau d'arbres sur la rive, le changement de direction de la fumée d'une cheminée d'usine, le balancement des feuilles d'arbres, l'aspect « frisé » de l'eau sous l'action d'une risée doivent conduire le régatier à une représentation mentale de l'écoulement de l'air à l'échelle du parcours et à choisir sa route en conséquence.
Le courant (rivière ou marée) est un autre élément important et certains plans d'eau comme notamment le Havre (sous le cap de la Hève) avec sa double marée et l'influence du courant de la Seine réservent bien des surprises à ceux qui ne sont pas des pratiques locaux.
L'aspect tactique concerne les interactions entre les bateaux : un voilier peut être en situation de faire écran au vent reçu par un adversaire et ainsi le tenir sous son contrôle, en particulier au louvoyage (les régatiers parlent de marquage, voire de marquage « à la culotte », comme les footballeurs). L'adversaire ainsi marqué peut chercher en virant de bord à échapper à ce contrôle, ce qui peut donner lieu à de véritables duels de virements de bord lors d'un dernier louvoyage disputé. Il peut même arriver qu'un troisième larron, profitant de ce duel, choisisse une route stratégique avantageuse (le « bord du facteur » en jargon de régatier) et coiffe les deux duellistes au poteau sur la ligne d'arrivée.
Au vent arrière ce sont les poursuivants qui sont avantagés, ils peuvent même faire une alliance tactique de circonstance en se déployant en éventail pour masquer plus efficacement le vent reçu par un échappé qui caracole en tête : cette tactique est efficace jusqu'à cinq hauteurs de mât d'après le théoricien de l'aérodynamique de la voile Manfred Curry (en).
La tactique de régate s'appuie aussi sur l'exploitation des règles de régates (comme le fondamental « tribord amures prioritaire »). Le bon tacticien s'efforce de se placer de telle façon qu'il acquière une priorité sur son adversaire. Ceci vaut tout au long du parcours mais est crucial lors des phases "chaudes" de la régate, c'est-à-dire le pré-départ, le post-départ immédiat et les passages de bouée avec leurs complexes règles d'engagement pour acquérir ou défendre la trajectoire « à la corde » au plus près de la bouée.

#### Aspects juridiques
Aux temps des régates de pêcheurs ou de cotres pilotes il n'était pas rare que les arbitrages des incidents de course se fassent de façon virile, voire brutale : querelle vidée à poings nus ou « escrime » à coups d'aviron de retour à quai.
Avec l'avènement de la plaisance supposée être un sport de « gentlemen », des règles complexes ont été édictées et sont révisées par l'autorité internationale (IYRU, puis ISAF, puis World Sailing) tous les quatre ans à l'occasion des jeux olympiques. Ceci n'empêche pas que les « phases chaudes » d'une régate disputée soient également des phases très bruyantes et riches en apostrophes, voire en invectives.
L'arbitrage peut être direct avec un jury embarqué sur un bateau à moteur signalé par un pavillon jaune (cas des grands championnats, des régates de match-racing et de la coupe de l'America) avec des décisions sans appel, ou avec délibéré ; le jury siège alors à terre et le jugement des réclamations obéit à un rituel qui en fait un procès en miniature, avec dépôt de réclamation écrite, audition des concurrents et des éventuels témoins, par le jury et ses assesseurs, décision de rejet pour vice de forme, délibérations, proclamation des résultats, appel et recalcul éventuel du classement général à la suite d'une disqualification.
Les équipes américaines professionnelles disputant la Coupe de l'America embauchent des avocats spécialisés, notoirement coriaces et pointilleux.

#### Un sport complexe
Ces diverses facettes du jeu de la régate en font un sport difficile à comprendre pour les éventuels spectateurs, même s'il est passionnant pour les pratiquants, et toutes les tentatives de le médiatiser en temps réel (malgré l'emploi de caméras embarquées, de prises de vues aériennes, par hélicoptères et plus récemment par drones) n'ont été que des demi-succès, même en adaptant les formats de régate (parcours banane au lieu de triangles, institution de finales après éliminatoires, dites medal races) ou en surimposant à l'image les informations de tactique, de vitesse et de météo.
Dans les Jeux Olympiques Modernes, dominés par la médiatisation, la suppression de la voile du programme olympique est régulièrement évoquée et elle est même effective pour les jeux paralympiques de 2024 alors même que ce sport convient très bien à des handicapés moyennant un bateau aux commandes adaptées.
A contrario elle se prête assez bien à la modélisation sur ordinateur car c'est un jeu de stratégie complexe (on parle alors d'E-sailing), un championnat mondial est organisé et certaines grandes épreuves transocéaniques (Vendée Globe ou Route du Rhum) sont doublées d'un jeu de stratégie qui permet virtuellement aux navigateurs sur écran de participer.
C'est cette complexité qui justifie le long titre de l'ouvrage théorique de référence (écrit en 1930 mais toujours réédité) de Manfred Curry qui considérait la régate comme un art - Kunst en Allemand - Der Aerodynamische des segel un der Kunst des regatta segeln - l'aérodynamique de la voile et l'art de gagner les régates.

### Exemples de régates à la voile

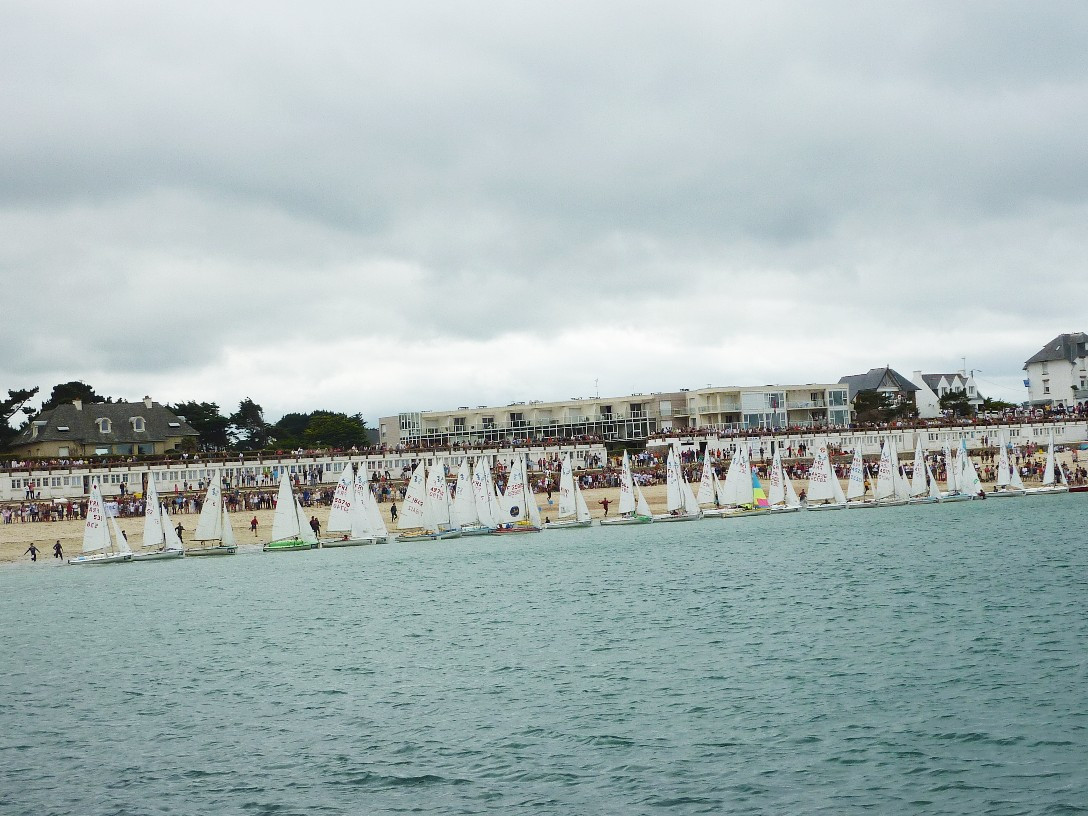
Le départ style « 24 Heures du Mans » des 24 heures de la voile de Trégastel.

- Coupe de l'America (match racing, jauge)
- La Coupe du monde de voile des étudiants ou Student Yachting World Cup en anglais (flotte, monotypes)
- Jeux olympiques (flotte, monotypes)
- La Spi Dauphine (flotte, jauge, itinérance)
- L'Ariane's Cup, compétition entre industriels du programme Ariane
- La Course Croisière EDHEC (flotte, monotypes, temps compensé)
- Le Spi Ouest-France
- Le tour de France à la voile
- La Nieuwpoort Channel Race
- Les 5 jours du Léman
- Les 24 heures de la voile